# 1. zračnopristajalna brigada (Združeno kraljestvo)
Za druge 1. brigade glej 1. brigada.
1. zračnopristajalna brigada (izvirno angleško 1st Air-Landing Brigade) je bila zračnopristajalna enota Britanske kopenske vojske med drugo svetovno vojno.

## Zgodovina
Brigada je bila 10. oktobra 1941 ustanovljena s preoblikovanjem 31. samostojne brigadne skupine.